# Leptophlebia
Leptophlebia là một chi phù du thuộc họ Leptophlebiidae.

## Các loài
- Leptophlebia bradleyi
- Leptophlebia cupida
- Leptophlebia intermedia
- Leptophlebia johnsoni
- Leptophlebia konza
- Leptophlebia marginata
- Leptophlebia nebulosa
- Leptophlebia pacifica
- Leptophlebia simplex
- Leptophlebia vespertina
- Leptophlebia wui